# Onthophagus susterai
Onthophagus susterai är en skalbaggsart som beskrevs av Vladimir Balthasar 1952. Onthophagus susterai ingår i släktet Onthophagus och familjen bladhorningar. Inga underarter finns listade i Catalogue of Life.